# Uso militar de niños en Sri Lanka
El uso militar de niños en Sri Lanka ha sido un problema internacionalmente reconocido desde el estallido de la guerra civil en 1983. Los principales reclutadores de menores de 18 años son los Tigres de Liberación del Eelam Tamil (LTTE) y los Tigres de Liberación Popular Tamil (TVMP)(una facción disidente del LTTE que trabaja para las Fuerzas Armadas de Sri Lanka).

## Reclutamiento por parte del LTTE
Previo a 2007, el LTTE recibió acusaciones de reclutar miles de menores de edad dentro de sus filas. En la acusación, se supo que el LTTE reclutaba y utilizaba a estos niños como soldados de primera línea. En medio de la presión internacional, el LTTE anunció en julio de 2003 que dejarían de integrar niños dentro de sus filas, pero tanto la Unicef como Human Rights Watch afirmaron de que no cumplieron con sus promesas, y de que reclutaron a muchos niños que quedaron huérfanos tras el tsunami del Océano Índico de 2004. UNICEF afirmó que el LTTE reclutó al menos a 40 niños que quedaron huérfanos tras el tsunami. Sin embargo, hacia comienzos de 2007, el LTTE acordó la liberación de todos los reclutas menores de 18 años.

### 2007
Según la Unicef, entre el 1 de noviembre de 2006 y el 31 de agosto de 2007, 262 niños fueron reclutados por el LTTE; entre la lista figuran 32 niños que anteriormente habían sido liberados. Este número muestra una disminución significativa en el reclutamiento, en relación con el año anterior, cuando el LTTE reclutó a 756 niños, de los cuales 97 habían reingresado nuevamente, tras su desvinculación.
El LTTE declaró de que definitivamente iba a liberar a todos los reclutas menores de edad. Además, el 18 de junio de 2007, el LTTE liberó 135 niños. Unicef afirmó que 506 niños soldados aun permanecen bajo las filas del LTTE. También han declarado de que cada vez, el LTTE ha reclutado menos niños. Además, un informe publicado por la Autoridad de Protección Infantil (CPA) sobre el LTTE en 2008, informó que al menos 40 niños soldados, siguen dentro de aquel grupo guerrillero. En enero de 2008, el LTTE confirmó el cese del reclutamiento de menores de edad.

## Reclutamiento por parte del TMVP
Recientemente, el TMVP, también conocido como el Grupo Karuna (grupo paramilitar tamil que está al servicio del gobierno de Sri Lanka), ha sido el responsable del reclutamiento de niños, de acuerdo a acusaciones por parte de la Unicef y de Human Rights Watch. Allan Rock, principal asesor de la Relatora especial de la ONU para Niños y Conflictos Armados, la Dr. Radhika Coomaraswamy, acusó las Fuerzas Armadas de Sri Lanka habían reclutado a jóvenes por la fuerza, para que integraran el TMVP. Aunque el Coronel Karuna negara categóricamente cualquier vinculación en el secuestro de niños, cuestionó la imparcialidad de Rock, ya que afirma que Rock era un expolítico con vínculos con el LTTE, que había colaborado con los miembros de esa facción en Canadá. Muchos civiles también han acusado al TMVP de secuestrar niños, algunos de ellos en su preadolescencia, para uso militar. Allan Rock juró que poseía "evidencia creíble" para las acusaciones. El gobierno de Sri Lanka y periódico estatal Daily News, le solicitaron al señor Rock de que presentara las evidencias de que las Fuerzas Armadas del país, fueron cómplices del reclutamiento de niños. Un nuevo informe realizado por las Naciones Unidas declaró que el TMVP todavía sigue reclutando niños para fines militares. También indicó que la mayoría de los menores reclutados, fueron secuestrados en lugares como los campamentos de desplazados internos en Sri Lanka .